# Abri von Raymonden
Der Abri von Raymonden ist ein Abri in der französischen Gemeinde Chancelade im Département Dordogne. Sie war während des Jungpaläolithikums bewohnt und hat neben vielen Artefakten und Kunstgegenständen auch ein menschliches Skelett enthalten.

## Geographie, Geologie und Lagebeschreibung
Raymonden liegt etwa ein Kilometer nördlich des Ortskerns von Chancelade auf der linken Talseite der Beauronne, eines rechten Nebenflusses der Isle. Der Fluss macht hier eine Mäanderschleife, die auf 800 Meter von einer Felswand begleitet wird. Das flachliegende Gestein besteht aus Kalken, das sogenannte Angoumien, eine Formation des Turoniums, darüber folgt dann Coniacium. Das Angoumian wurde intensiv als natürlicher Baustein abgebaut, eine härtere Bank aus dieser Formation wurde insbesondere zur Herstellung von Mahlsteinen genutzt. Die Höhle befindet sich an dieser Felswand mitten zwischen zwei großen Steinbrüchen unweit der Ortschaft Les Grèzes. In unmittelbarer Nähe verläuft die D 939 von Périgueux nach Brantôme en Périgord.

## Geschichte
Die prähistorische Fundstätte wurde 1876 von M. Hardy entdeckt, der daraufhin auch Grabungen durchführte. Auf ihn folgten 1883 zwei Gymnasiallehrer. Beim Bau der Bahnstrecke von Périgueux nach Brantôme im Jahr 1887 wurden irrtümlicherweise die Ablagerungen am Höhleneingang als Gleisschotter mitverwendet und über drei Kilometer verstreut, darunter viele Steinartefakte und Knochenreste! Hardy und M. Féaux unternahmen daraufhin eine systematische Untersuchung, die bis 1888 dauerte. Ihre Anstrengungen waren erfolgreich, denn sie stießen an der Basis der archäologischen Ablagerungen auf eine menschliche Grabstätte.
1927 grub L. Didon im vorderen Bereich von Raymonden. Nach seinem Tod wurde seine Arbeit von J. Bouyssonie von 1928 bis 1929 fortgesetzt.

## Stratigraphie
Der Raubbau der Bahnarbeiter hat der Höhle schwer geschadet. Trotz allem konnte Hardy 1891 in der insgesamt 1,35 Meter dicken archäologischen Schicht noch vier Feuerlagen unterscheiden, welche von dünnen, sandigen und tonigen Niveaus getrennt wurden. Leider wurde es versäumt, die jetzt im Musée du Périgord in Périgueux aufbewahrten Fundstücke spezifischen Niveaus zuzuordnen. Anhand gewisser charakteristischer Funde lässt sich aber dennoch der Zeitraum Magdalénien IV – VI erkennen.
Didon und Bouyssonie konnten bei ihren Grabungen im vorderen Bereich der Höhle, der vom Fluss überschwemmt werden konnte, ebenfalls vier Schichten unterscheiden, die aber dem Magdalénien I – III zuzuordnen sind.
Im Nachhinein betrachtet war somit Raymonden die einzige Fundstätte im Périgord, die sämtliche Stufen des Magdalénien vorzuweisen hatte.

## Funde

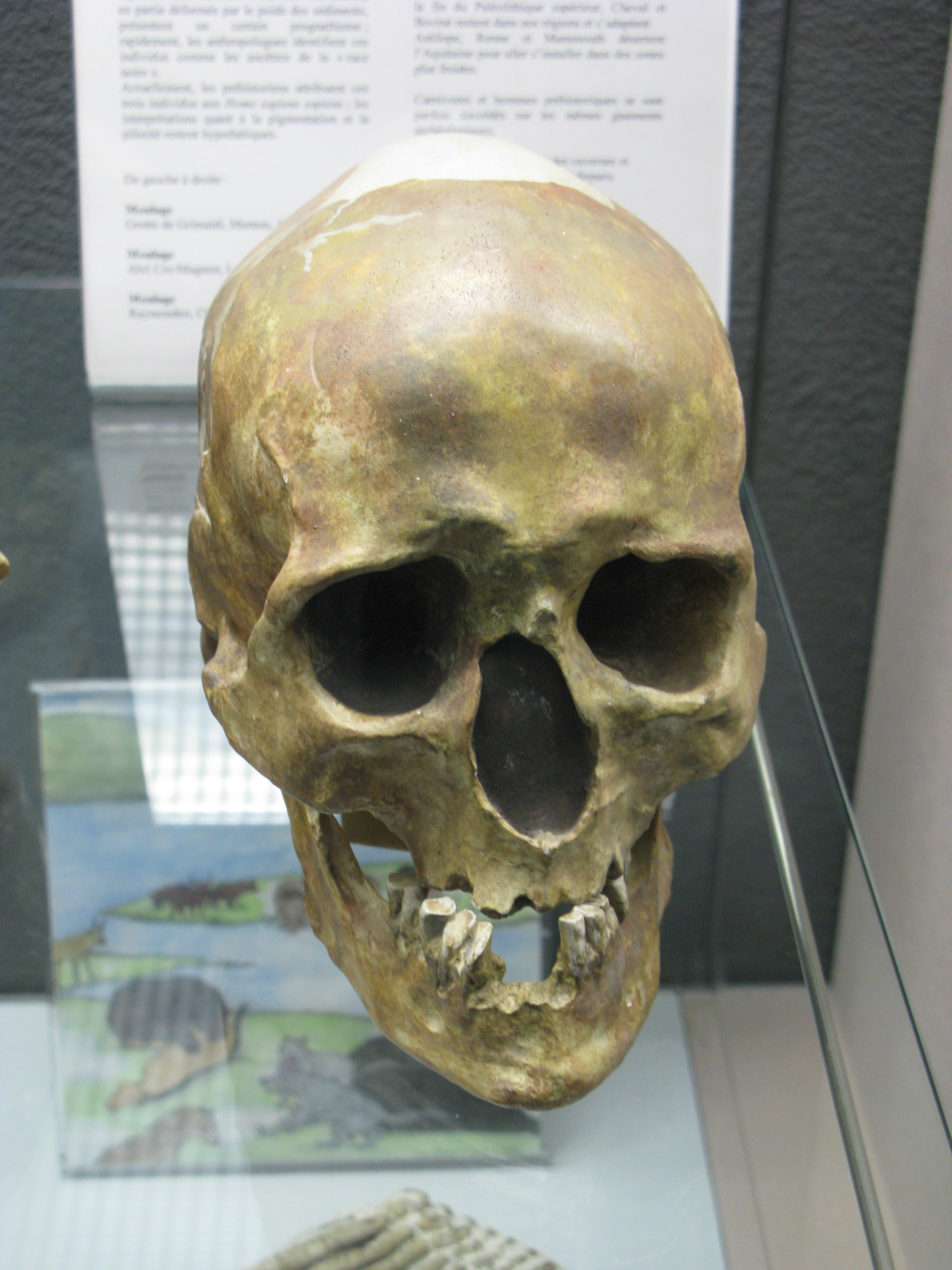
Schädel des Chancelade-Mannes

Raymonden enthielt zahlreiche Steinartefakte und Knochenreste aus dem Magdalénien, darunter auch zahlreiche Kunstgegenstände. Bekannt wurde beispielsweise die sehr schöne und etwas rätselhafte Wisentplakette (franz. plaquette au bison).
Das Magdalénien I enthielt überwiegend Kratzer, aber keinerlei Klingen. Das Magdalénien II hingegen war sehr reich an Klingen, gefolgt von gleich stark vertretenen Schabern und Sticheln. Im Magdalénien III dominierten eindeutig die Stichel.
Die Knochenfunde werden eindeutig vom Ren beherrscht. Im Magdalénien II erscheint dann die Saigaantilope. Bemerkenswert sind die Knochenfunde von Seehunden ! im Magdalénien VI.

### Grabmal
Das Grabmal an der Basis enthielt ein menschliches Skelett, den sogenannten Mensch von Chancelade, der sich relativ stark vom Cro-Magnon-Menschen unterschied. Er lag auf der linken Seite, die Knie waren stark angezogen, die linke Hand ruhte unter dem Schädel, die Rechte unter dem Kinn. Er war mit rotem Eisenoxidpulver (Ocker) überpudert worden, zu erkennen an den rot eingefärbten Knochen. Dieser Homo sapiens sapiens befindet sich jetzt im Musée du Périgord.
Es handelt sich hier um einen 35 – 40 Jahre alten und 1,60 Meter großen Mann mit ziemlich langen Armen und gespreizten Zehen. Sein Gehirnvolumen beträgt 1675 Kubikzentimeter und liegt damit weit über dem gängigen Durchschnitt. Er litt offensichtlich an chronischem Rheuma. Die rechte Schädelhälfte hatte Läsionen erlitten, die aber wieder verheilt waren.

## Raymonden-Nord
Etwas weiter nördlich befindet sich ein kleinerer Abri, Raymonden-Nord, manchmal auch als Höhle von Chancelade bezeichnet. Er enthält Artefakte aus dem Moustérien (MTA-Typus), aus dem Unteren Périgordien und aus dem Aurignacien.

## Alter
Raymonden-Nord ist ein eindeutig älterer Siedlungsbereich, der bereits im Moustérien aufgesucht worden war. Die Haupthöhle überspannt ihrerseits das gesamte Magdalénien, d. h. in etwa die Zeitspanne von 17.000 bis 11.000 Jahren BP. Sie reicht womöglich auch noch ins Azilien hinein.